# Gabriele Tamandl

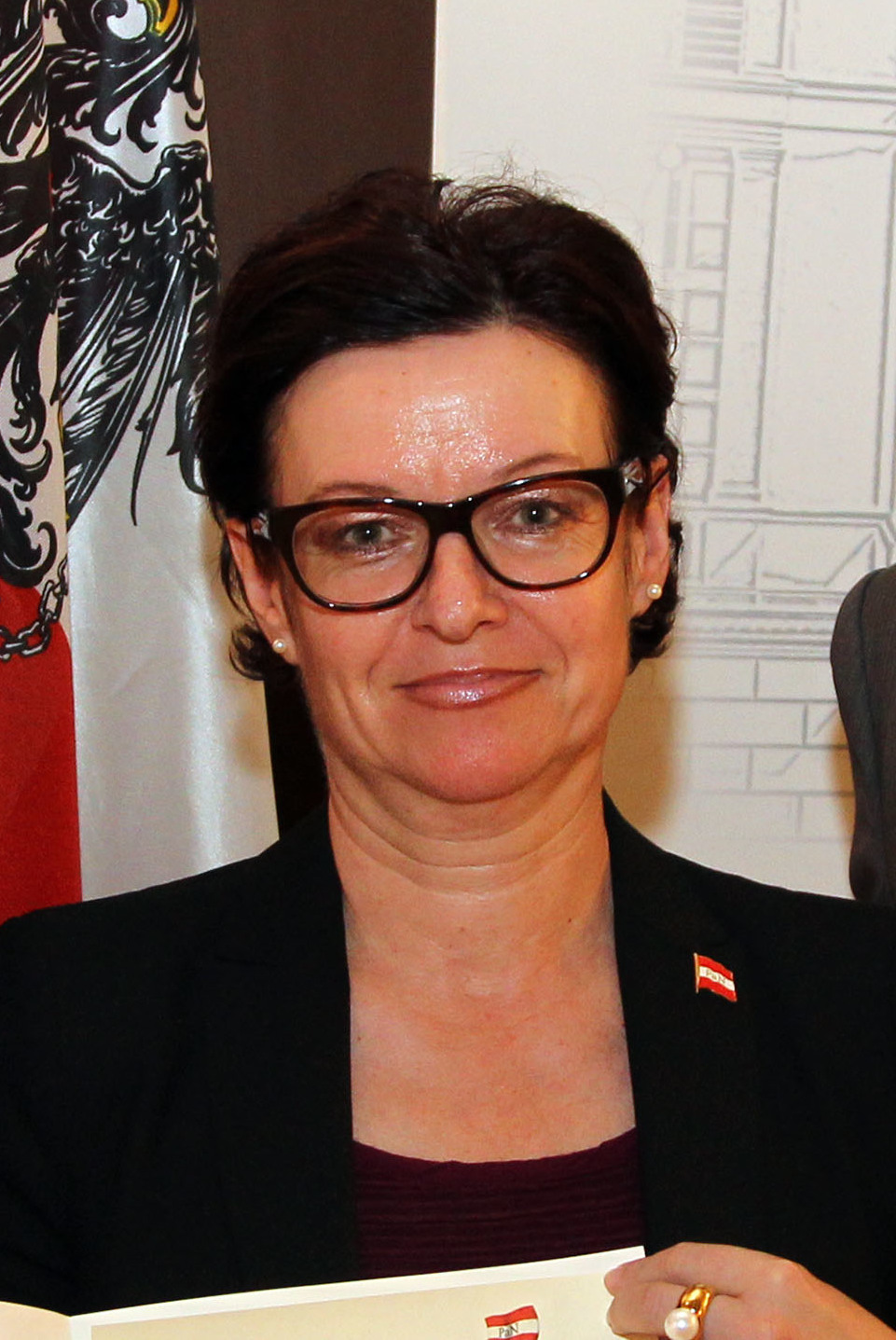
Gabriele Tamandl (2013)

Gabriele Tamandl (* 29. März 1966 in Wien) ist eine österreichische Politikerin (ÖVP). Von 2003 bis 2017 war sie mit Unterbrechungen Abgeordnete zum österreichischen Nationalrat. Sie ist zudem stellvertretende Bundesobfrau des ÖAAB und war Landesobfrau des ÖAAB Wien.

## Schul- und Ausbildung
Gabriele Tamandl besuchte zwischen 1972 und 1976 eine Volksschule in Wien und absolvierte danach bis 1980 eine Integrierte Gesamtschule. Sie begann danach ihre Ausbildung in einer Handelsakademie in Wien, die sie 1986 abschloss. 1988 legte Tamandl die Praktikantenprüfung in einer Steuerberatungskanzlei ab.

## Berufliche und politische Laufbahn
Gabriele Tamandl trat 1986 in eine Simmeringer Steuerberatungskanzlei ein und stieg 1990 zur Kanzleileiterin auf. Zwischen 1997 und ihrem Austritt im Jahr 2004 war Tamandl in der Kanzlei als diplomierte Steuersachbearbeiterin tätig. Seit Mai 2006 ist Tamandl als diplomierte Steuersachbearbeiterin in einer Währinger Steuerberatungskanzlei beschäftigt. 
Tamandl hegte nach eigenen Aussagen bereits als Sechzehnjährige den Wunsch in die Politik zu gehen. Sie trat 1982 in die Junge Volkspartei ein und übernahm 1985 die Funktion der Bezirksparteiobfrau der ÖVP in ihrem Heimatbezirk Simmering. 1998 wählte der ÖAAB sie zur Obmann-Stellvertreterin, 1999 wurde sie zudem Bezirksparteiobfrau. Ihr erstes politisches Amt übernahm Tamandl jedoch erst im April 2000, als sie zur Bezirksrätin in Simmering angelobt wurde und die Agenden Umwelt und Sicherheit übernahm. Zwischen 2001 und 2002 übte sie neben ihrer Tätigkeit als Bezirksrätin auch die Funktion der stellvertretenden Klubobfrau der ÖVP Simmering aus. Mitte 2002 wurde sie zudem zur Landesparteiobmann-Stellvertreterin in Wien gewählt, was sie bis zum 25. April 2012 blieb. 1996 und 2001 kandidierte Tamandl für den Gemeinderat und wurde 1997 in den Bezirksparteivorstand kooptiert.
Nachdem Tamandl 1999 und 2002 zunächst erfolglos für den Nationalrat kandidiert hatte, rückte sie nach der Regierungsbildung am 5. März 2003 in den Nationalrat nach. Auch bei den Nationalratswahlen 2006 scheiterte Tamandl an einem direkten Einzug in den Nationalrat. Sie konnte jedoch nach der Regierungsbildung am 16. Jänner 2007 auf das freigewordene Mandat von Staatssekretärin Christine Marek nachrücken. Sie war in der 23. Legislaturperiode in den Ausschüssen Rechnungshof, Wirtschaft und Industrie, Budget, Familie und Finanzen vertreten. 
Nach der Nationalratswahl in Österreich 2008 hatte sie wegen der geringeren Mandatsstärke ihrer Partei zunächst wieder keinen Sitz im Nationalrat, sie rückte jedoch durch die Ernennung des Abgeordneten Johannes Hahn zum Wissenschaftsminister in der Bundesregierung Faymann I auf dessen Platz nach und wurde am 3. Dezember 2008 neuerlich angelobt.